# 柳林镇 (卓尼县)
柳林镇，是中华人民共和国甘肃省甘南藏族自治州卓尼县下辖的一个乡镇级行政单位。

## 行政区划
柳林镇下辖以下地区：
城东社区、城西社区、城南社区、草岔沟村、东石沟村、上卓村、上城门村、寺台子村、唐尕川村、白塔村、奤盖村和多洛村。